# 東北海道貸切バス事業協同組合
東北海道貸切バス事業協同組合（ひがしほっかいどう かしきりバスじぎょうきょうどうくみあい）とは、北海道の道東地区のバス事業者10社による、観光バス手配などのための事業協同組合である。
組合の通称として、ひがし北海道観光バス手配センターの名称がある。

## 概要
1970年（昭和45年）4月1日、共同配車による観光バスの効率的な運行を目的に12社が加盟し発足。
配車可能な事業区域は、釧路・北見・帯広・札幌の各運輸支局管内。
根室交通を除く全ての加盟事業者が、組合で共通のデザインの車両を観光バス用車両として保有している。色は白地に赤と青の帯が入り、帯の中に「BUS CENTER」の文字が入るもので、通称BUS CENTERカラーと呼ばれる。近年はBUS CENTERカラーのみを採用する事業者は無く、独自カラーと並行して導入する事業者や、独自カラーのみ導入する事業者（BUS CENTERカラーからの塗装変更を含む）など、事業者間で対応が異なっている。

## 事業所
- 北海道札幌市北区北9条西4丁目7-4 エルムビル2階

## 加盟事業者
- 阿寒バス
- 網走観光交通
- 網走バス
- くしろバス
- 斜里バス
- 十勝バス
- 根室交通
- 北紋バス
- 北海道北見バス
- 北海道拓殖バス

### 過去の加盟事業者
- 雄鉄バス : 1970年（昭和45年）4月16日運行停止。僅か半月間の加盟であった。
- 道東バス : 1971年（昭和46年）9月、十勝バスと合併

## 車両

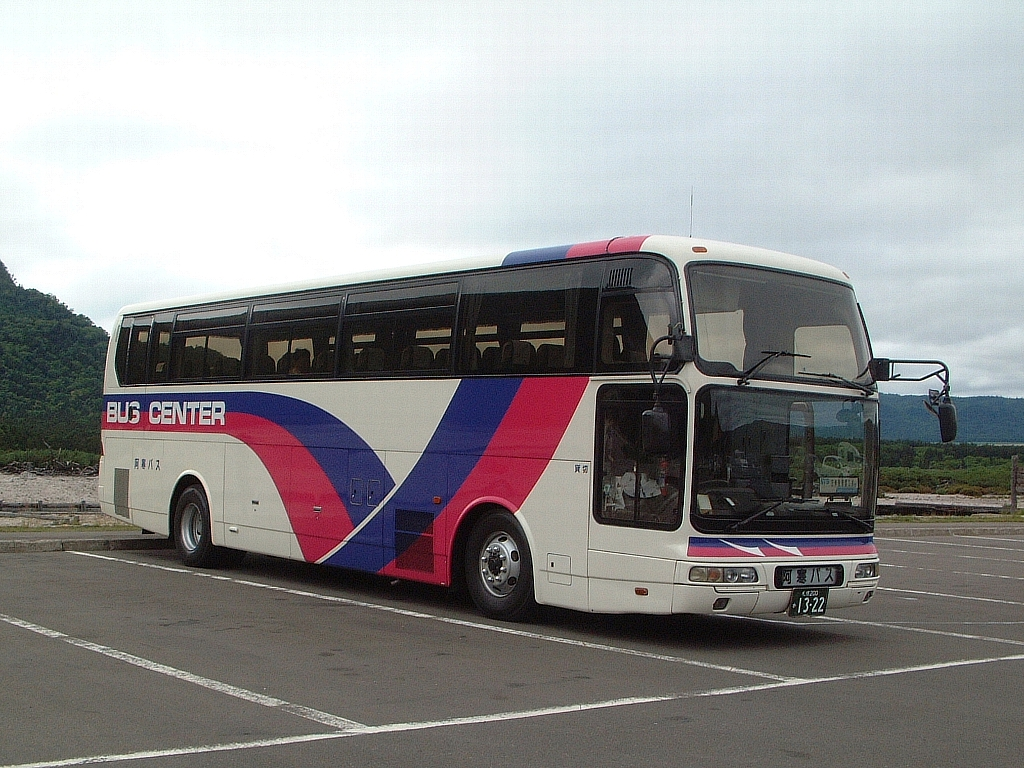
阿寒バス
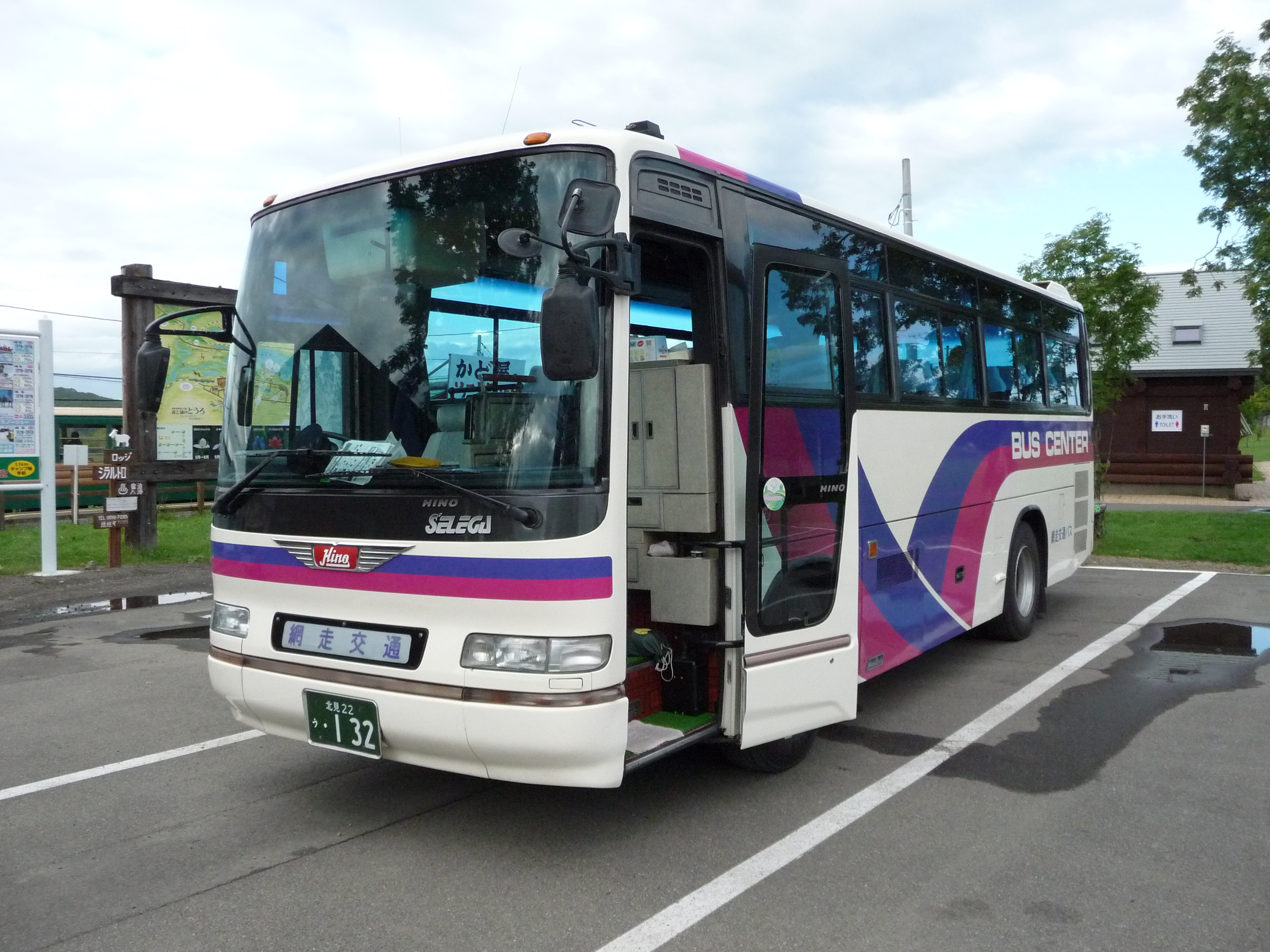
網走観光交通
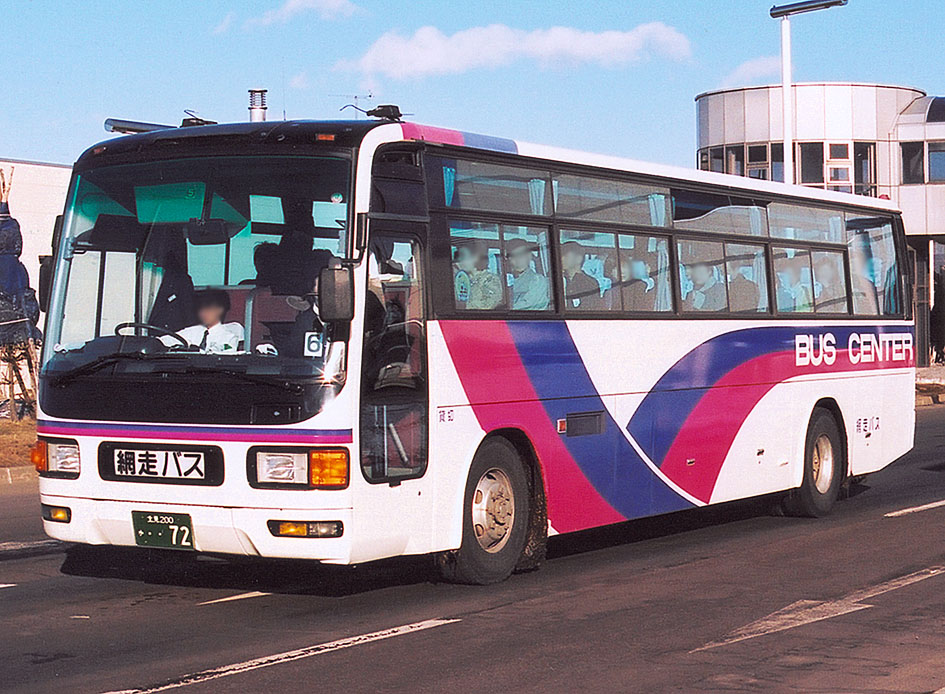
網走バス
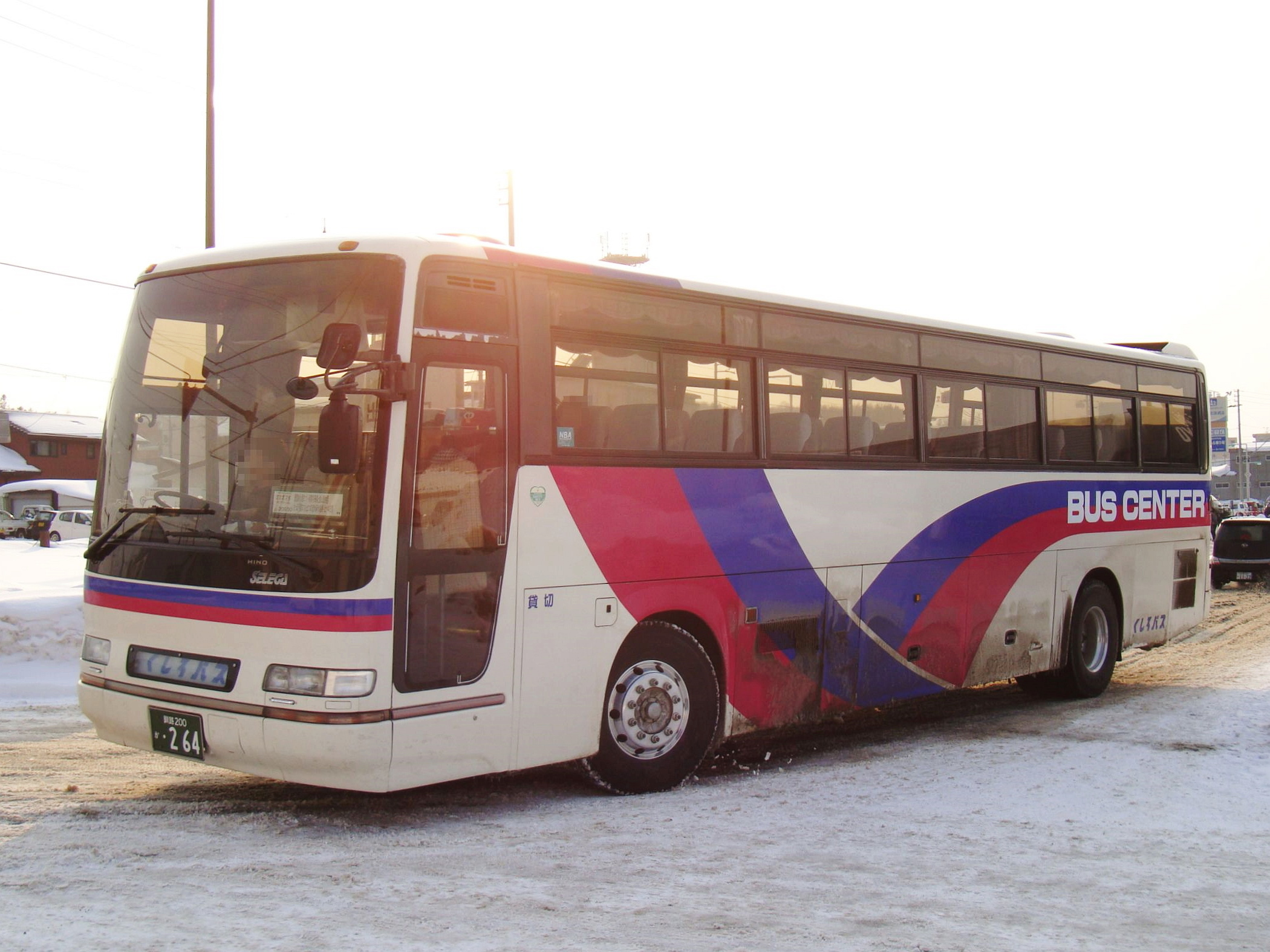
くしろバス
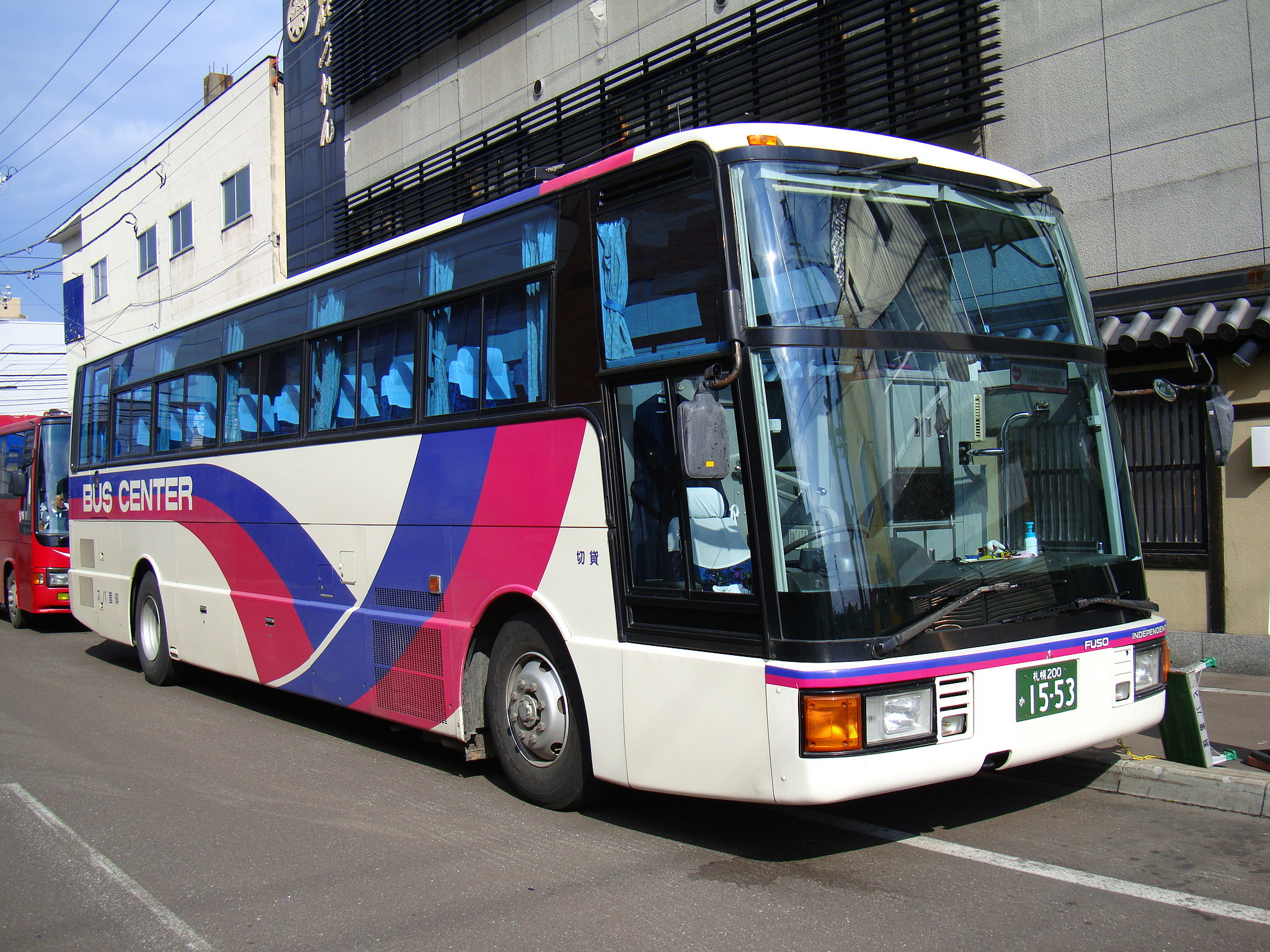
斜里バス
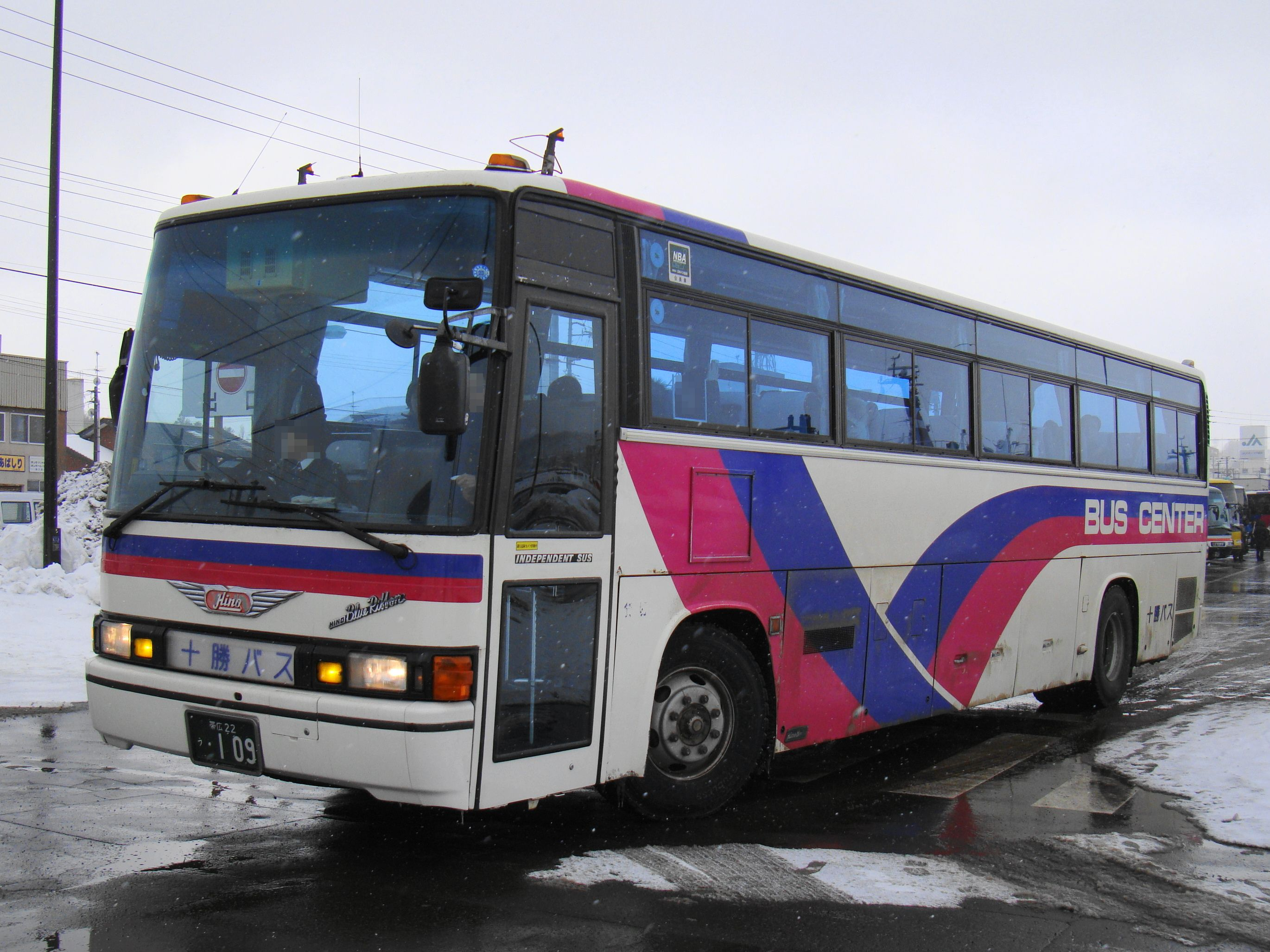
十勝バス
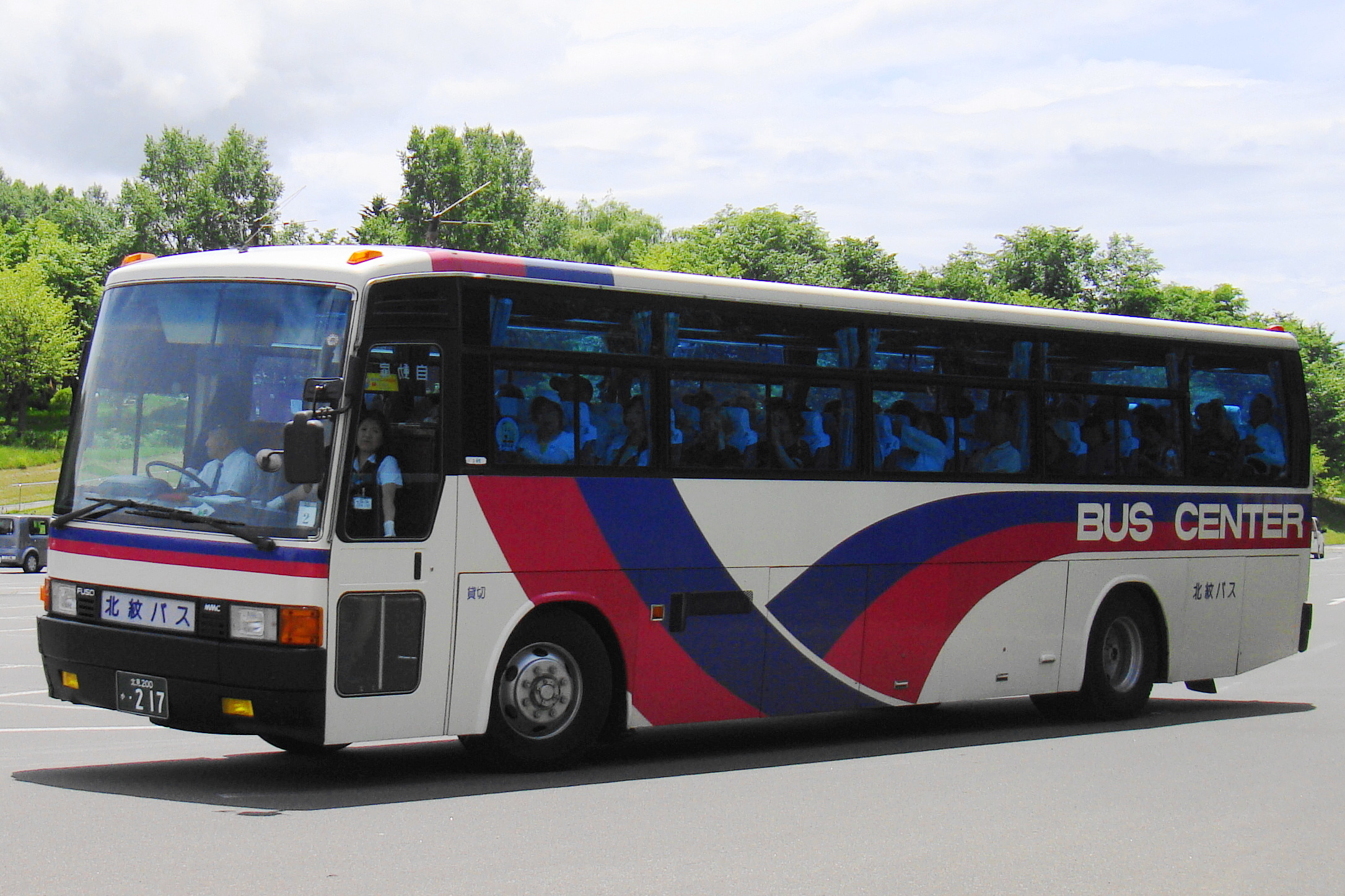
北紋バス
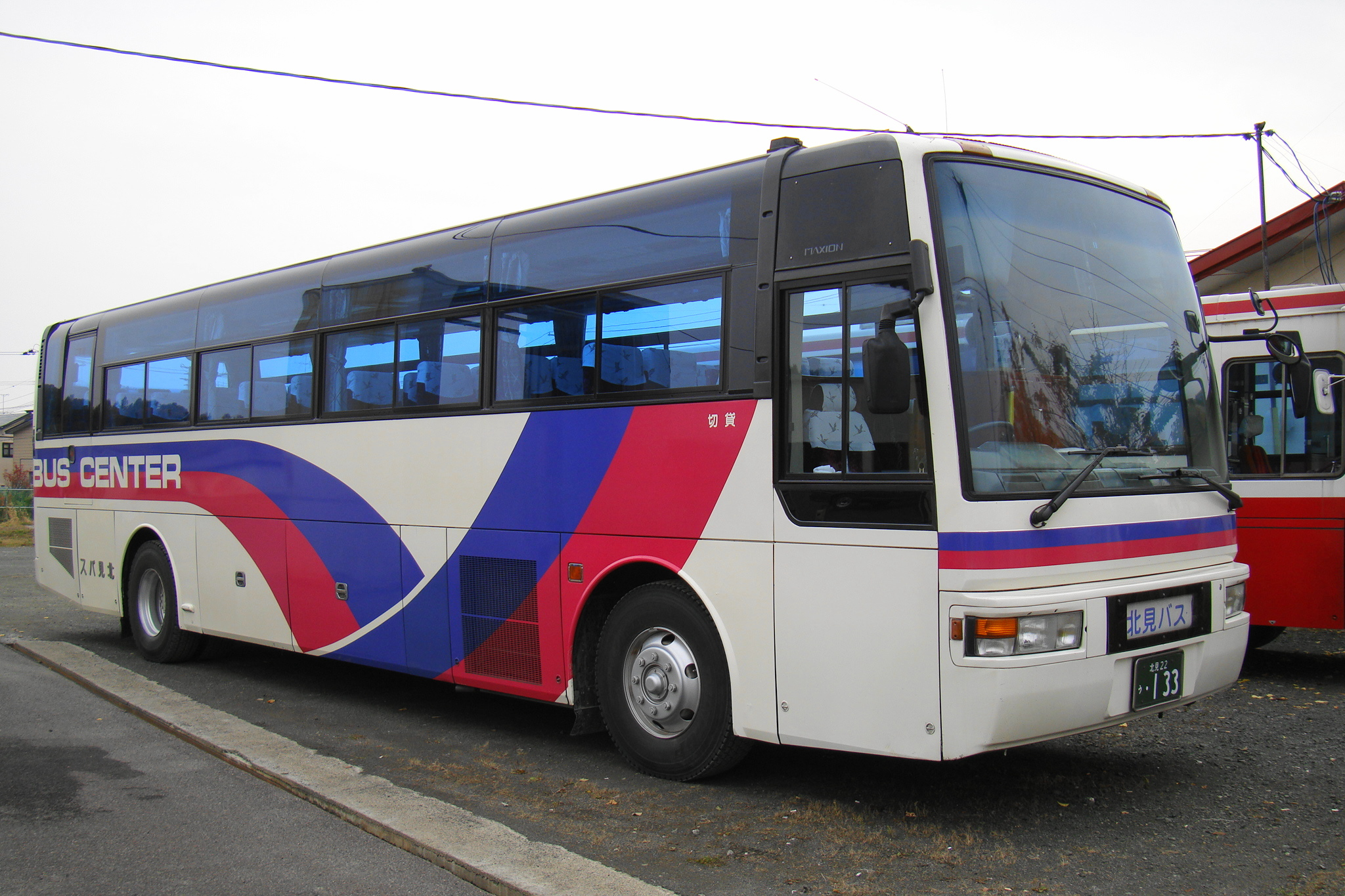
北海道北見バス
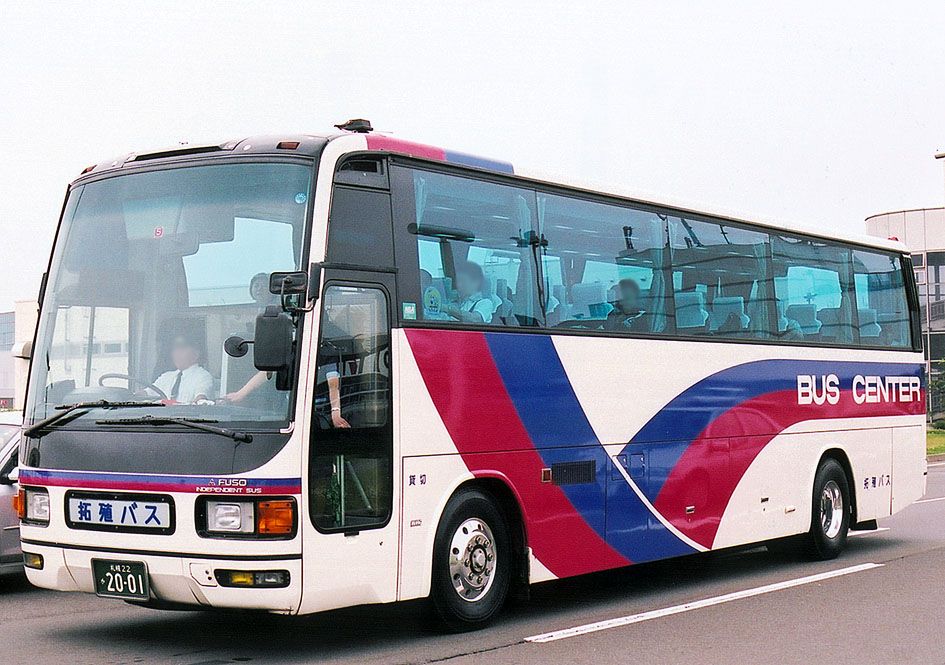
北海道拓殖バス

BUS CENTERカラーにオリジナルのアレンジを加える事業者も見られる。路線バス車両にもデザインを採用する事業者もあり、「BUS CENTER」部分の塗り潰しや別の文字へ置き換え、帯の色違いなど様々である。観光バス車両を路線バス用に転用する際も同様である。

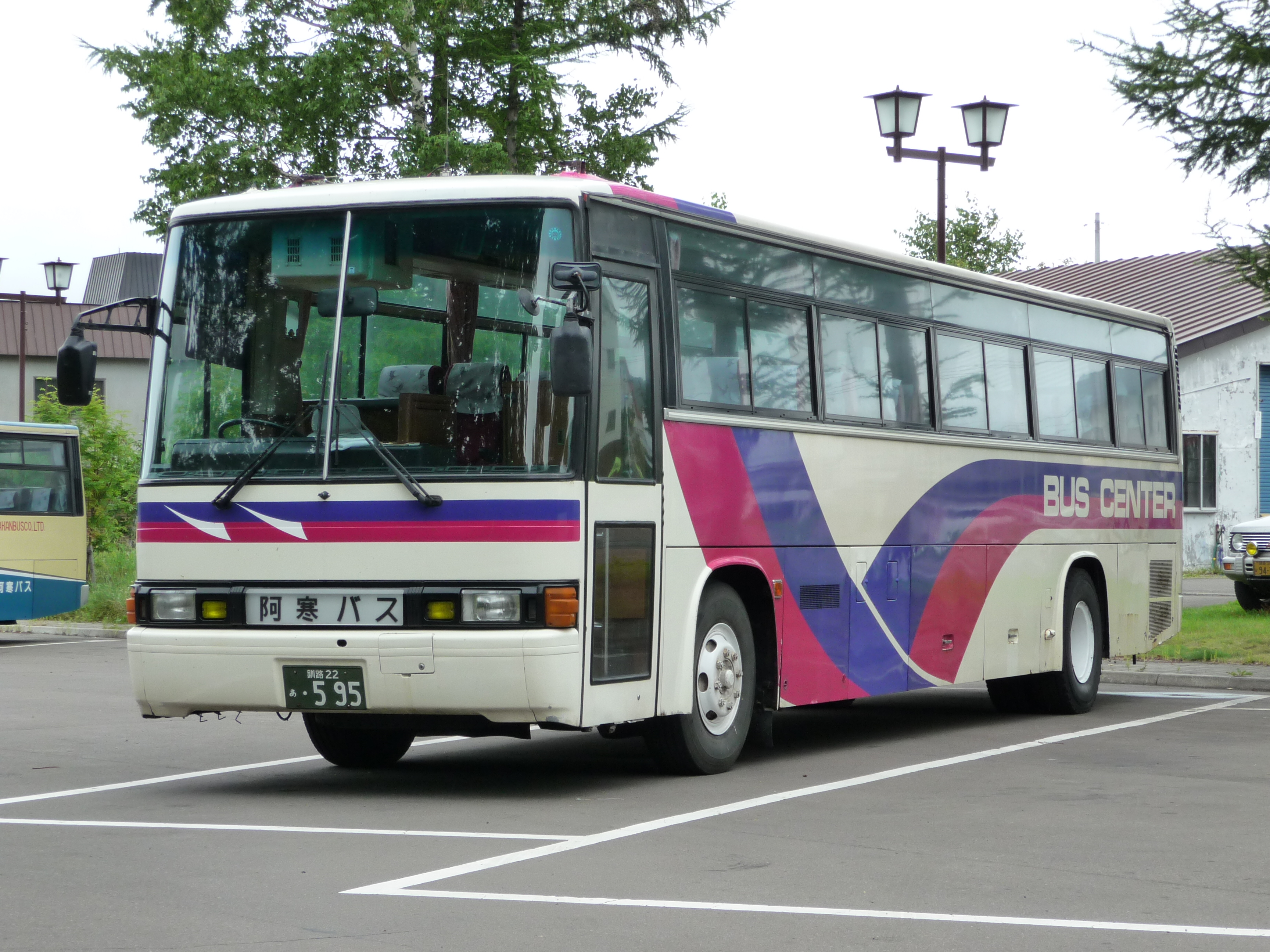
車両前面の赤・青の帯に2羽の丹頂鶴をイメージした白い斜めのラインを入れる（阿寒バス）
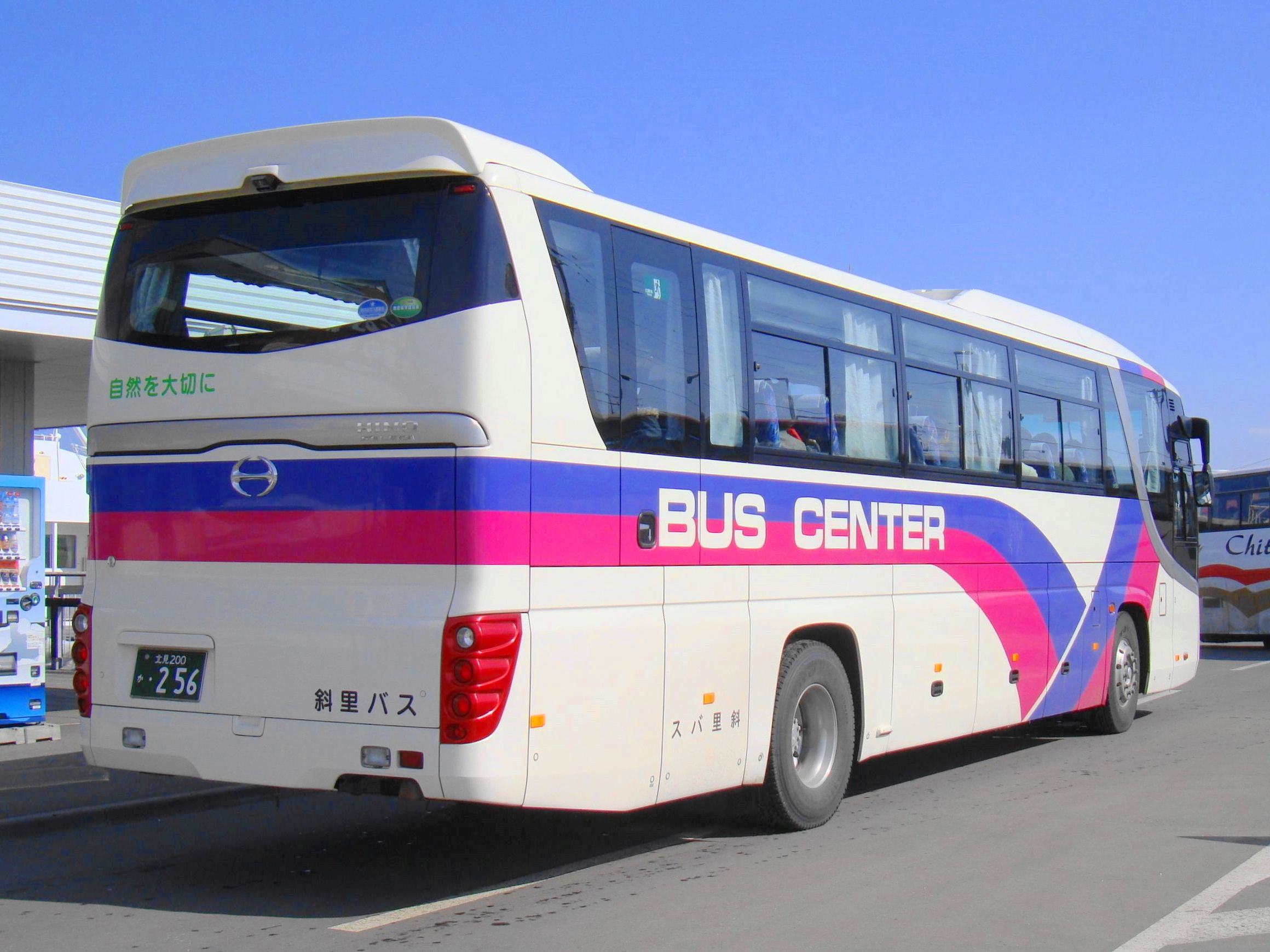
車両後面に「自然を大切に」のキャッチコピーを記入（斜里バス）
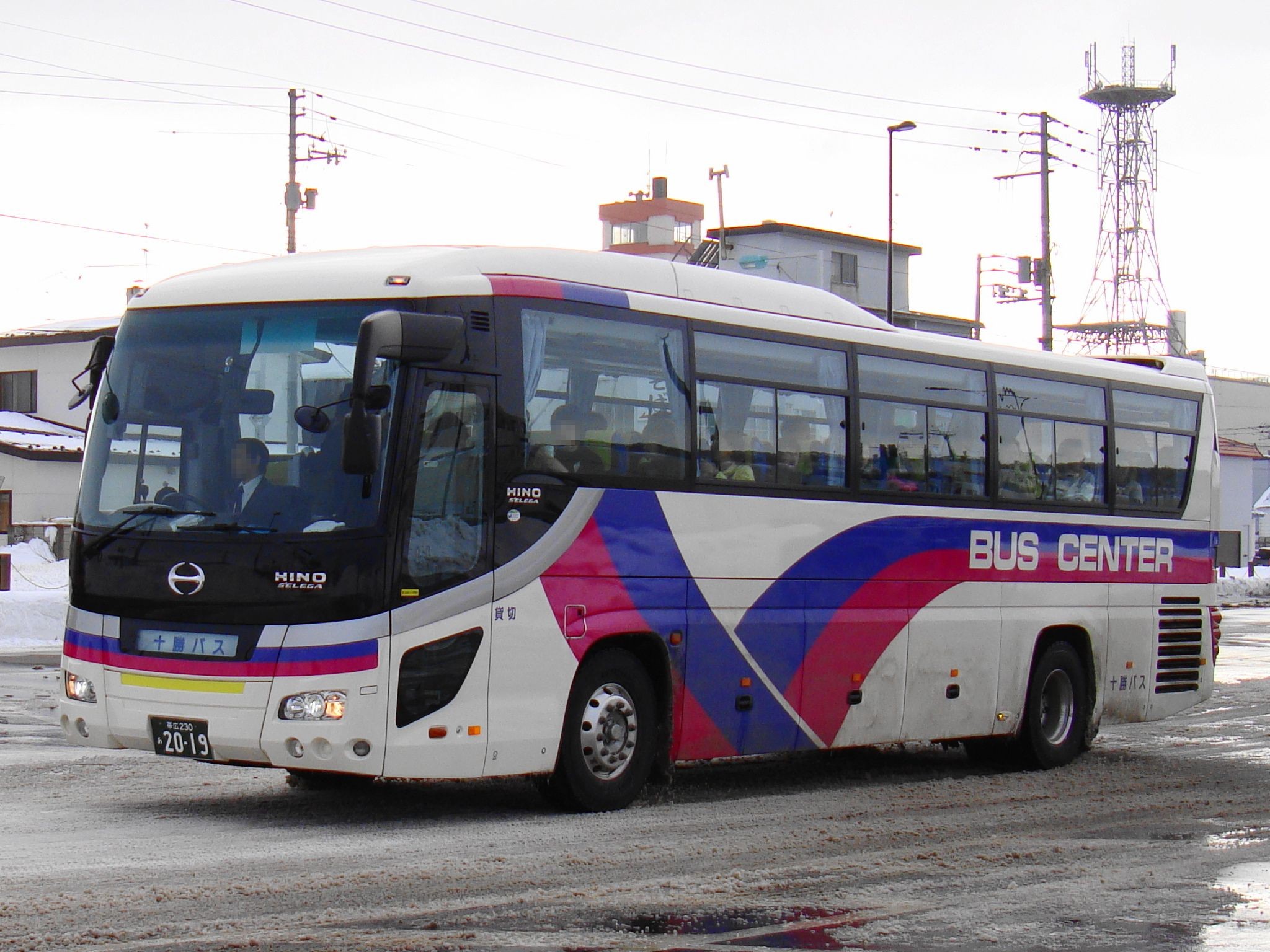
車両前面にコーポレートカラーである黄色のラインを入れる（十勝バス）
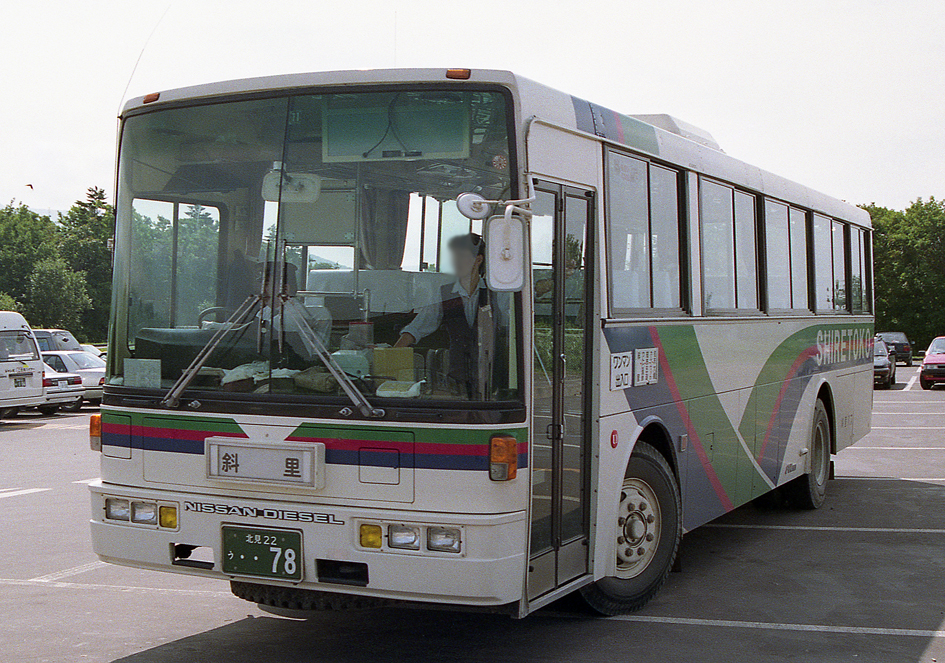
帯色・文字を変えた路線バス車両例（斜里バス）